# توافقنامه مونیخ

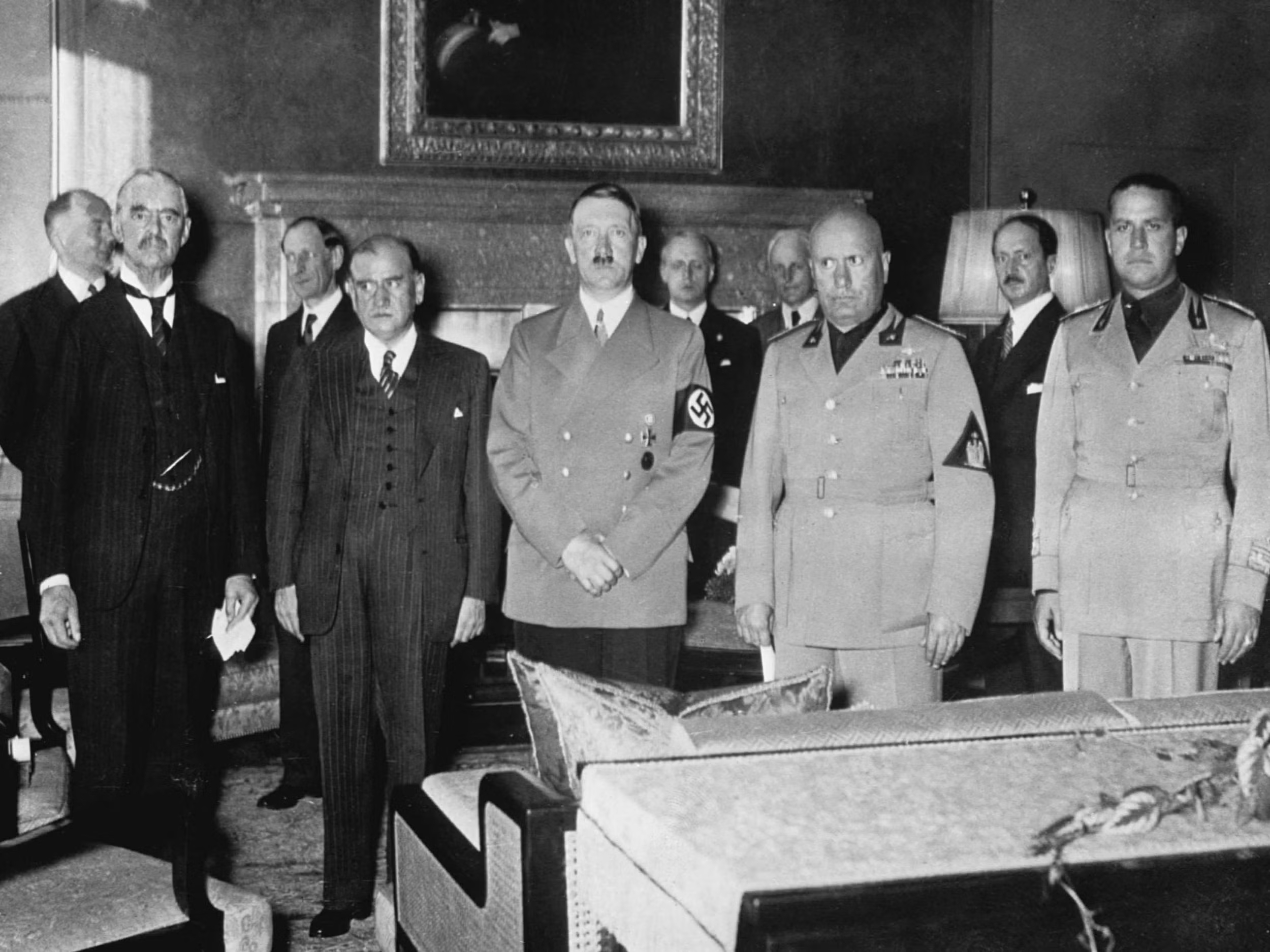
از چپ به راست: نویل چمبرلین، دالادیه (نخست‌وزیر فرانسه)، هیتلر، موسولینی و چیانو (وزیر خارجه ایتالیا و داماد موسولینی)، قبل از امضای قرارداد مونیخ.

سلسله اتفاقات پس از توافقنامه مونیخ
۱. در اکتبر ۱۹۳۸ آلمان سودت را تصرف می‌کند.
۲. لهستان منطقه‌ای لهستانی‌نشین از چکسلواکی را تصرف می‌کند (اکتبر ۱۹۳۸)
۳. مجارستان مناطقی مرزی در جنوب اسلواکی و با اقلیت مجار را اشغال می‌کند (نوامبر ۱۹۳۸)
۴. در مارس ۱۹۳۹، مجارستان مجدداً قسمت بیشتری از چکسلواکی را اشغال می‌کند.
۵. دولت دست‌نشانده توسط آلمان به حکومت بخش چک گمارده می‌شود.
۶. آلمان دولت دست‌نشانده دیگری در بخش اسلواک‌نشین ایجاد می‌کند.

توافقنامه مونیخ (به انگلیسی: Munich Agreement) توافقی بین آلمان نازی و ایتالیا، فرانسه و بریتانیا بود. بر اساس توافقنامه مونیخ که با هدف جلوگیری از بروز جنگ جهانی دوم امضا شد، کشورهای بریتانیا، فرانسه، ایتالیا و آلمان در سپتامبر سال ۱۹۳۸ توافق کردند که نواحی آلمانی‌نشین سودت در کشور چکسلواکی، ضمیمه خاک آلمان نازی شود.
این قرارداد در بامداد ۳۰ سپتامبر ۱۹۳۸ در شهر مونیخ آلمان بدون حضور نماینده چکسلواکی تصویب شد. (تاریخ مندرج در قرارداد ۲۹ سپتامبر می‌باشد).
جلسه اضطراری قدرت‌های اصلی اروپا - از جمله چکسلواکی یا اتحاد جماهیر شوروی، متحد فرانسه و چکسلواکی - در ۲۹–۳۰ سپتامبر ۱۹۳۸ در مونیخ آلمان برگزار شد. به سرعت توافق‌نامه‌ای در مورد شرایط هیتلر حاصل شد. به امضای رهبران ارشد آلمان، فرانسه، انگلیس و ایتالیا رسید. از نظر نظامی، سودنتلند برای چکسلواکی از اهمیت استراتژیکی برخوردار بود، زیرا بیشتر مناطق دفاعی مرزی آن برای محافظت در برابر حمله آلمان در آنجا قرار داشت. توافق‌نامه بین چهار قدرت در پس زمینه جنگ اعلان نشده آلمان و چکسلواکی با شدت کم امضا شد که از ۱۷ سپتامبر ۱۹۳۸ آغاز شده بود. در همین حال، لهستان پس از ۲۳ سپتامبر ۱۹۳۸ واحدهای ارتش خود را به سمت مرز مشترک خود با چکسلواکی منتقل کرد. چکسلواکی در برابر فشارهای دیپلماتیک فرانسه و انگلیس تسلیم شد و در ۳۰ سپتامبر توافق کرد که با شرایط مونیخ قلمرو را به آلمان واگذار کند. از ترس از دست دادن احتمالی زائولزی به آلمان، لهستان با اکثریت لهستانی‌های قومی، که آلمان از قبل پذیرفته بود و چکسلواکی در ۱ اکتبر آن را پذیرفته بود، اولتیماتوم برای زائولزی صادر کرد.
توافق‌نامه مونیخ به زودی با جایزه اول وین در ۲ نوامبر ۱۹۳۸ دنبال شد، و مناطق مسکونی مجارستان را در جنوب اسلواکی و جنوب روباه جنوبی از چکسلواکی جدا کرد در حالی که لهستان نیز سرزمینهایی را از چکسلواکی در شمال ضمیمه کرد. در مارس ۱۹۳۹، اولین جمهوری اسلواکی اعلام شد و اندکی بعد با ایجاد حفاظت از کشورهای بوهمیا و موراویا آلمان کنترل کامل قسمتهای باقی مانده چک را در دست گرفت. در نتیجه، چکسلواکی ناپدید شده بود.
امروزه، توافق‌نامه مونیخ به عنوان یک عمل مماشات ناموفق در نظر گرفته می‌شود، و این اصطلاح «به عنوان یک کلمه بی فایده برای مماشات با دولت‌های توتالیتر توسعه طلب» تبدیل شده‌است.

## زمینه
پس از الحاق اتریش به آلمان هدف بعدی هیتلر چکسلواکی بود که پس از جنگ جهانی اول و با تحمیل پیمان سن ژرمن به امپراتوری اتریش-مجارستان استقلال خود را به دست آورده بود. چکسلواکی دارای رژیمی دموکراتیک بود و از ایالات مختلفی شکل گرفته بود که شامل سه میلیون آلمانی‌زبان کوه‌های سودت نیز می‌شد.
در ۲۹ مارس ۱۹۳۸ نماینده آلمانی سودت در مجلس چکسلواکی خواستار استقلال شد و همزمان آلمان نازی به گردآوری نیروی نظامی در مرز چکسلواکی پرداخت.

### تمایل به خودمختاری
چکسلواکی در سال ۱۹۱۸ پس از فروپاشی امپراتوری اتریش-مجارستان در پایان جنگ جهانی اول ایجاد شد. معاهده سنت ژرمن استقلال چکسلواکی را به رسمیت شناخت و معاهده تریانون مرزهای کشور جدید را که به تقسیم شده بود تعریف کرد. مناطق بوهمیا و موراویا در غرب و اسلواکی و روس در شرق، از جمله بیش از سه میلیون آلمانی، ۲۲٫۹۵٪ از کل جمعیت کشور. آنها بیشتر در مناطق مرزی سرزمین‌های تاریخی چک زندگی می‌کردند که نام جدید سوددن لند را ایجاد کردند که با آلمان و کشور تازه ایجاد شده اتریش هم‌مرز بود.
در مورد اینکه آیا آنها مایل به شهروندی چکسلواکی هستند، با آلمان‌های سودنت مشورت نشد. گرچه قانون اساسی برابری را برای همه شهروندان تضمین می‌کرد، اما در میان رهبران سیاسی تمایل به تبدیل کشور «به ابزاری از ملی‌گرایی چک و اسلواکی» وجود داشت. برای ادغام آلمانی‌ها و سایر اقلیت‌ها پیشرفت‌هایی حاصل شد، اما همچنان در دولت و ارتش کمتر از آنها حضور داشتند. علاوه بر این، رکود بزرگ که از سال ۱۹۲۹ شروع شد بیش از جمعیت چک و اسلواکی بر آلمانی‌های سودیت بسیار صنعتی و صادرات تأثیر داشت. تا سال ۱۹۳۶، ۶۰ درصد افراد بیکار در چکسلواکی آلمانی بودند.
در سال ۱۹۳۳، رهبر آلمان سودیتن، کنراد هنلین، حزب آلمان سودنتن (SdP) را بنیان نهاد، که «ستیزه جویانه، پوپولیستی و آشکارا خصمانه» با دولت چکسلواکی بود و به زودی دو سوم آرا را در مناطقی که جمعیت زیادی از آلمانی‌ها دارند، تصرف کرد. مورخان در مورد اینکه SdP از ابتدا تشکیل جبهه نازی بوده یا به یک سازمان تبدیل شده‌است، اختلاف نظر دارند. تا سال ۱۹۳۵، SdP دومین حزب بزرگ سیاسی در چکسلواکی بود زیرا رای آلمان در این حزب متمرکز بود و آرا چک و اسلواکی در میان چندین حزب پخش شد. اندکی پس از انشلوس اتریش به آلمان، هنلین در ۲۸ مارس ۱۹۳۸ با هیتلر در برلین ملاقات کرد و به وی دستور داده شد خواسته‌هایی را مطرح کند که برای دولت دمکراتیک چکسلواکی به رهبری رئیس‌جمهور ادوارد بنهوس غیرقابل قبول باشد. در ۲۴ آوریل، SdP یک سری خواسته‌ها را از دولت چکسلواکی صادر کرد که به برنامه Karlsbader معروف بود. هنلین خواستار مواردی مانند خودمختاری برای آلمانی‌های مقیم چکسلواکی بود. دولت چکسلواکی در پاسخ گفت که مایل است حقوق اقلیت بیشتری را برای اقلیت آلمان فراهم کند اما در ابتدا تمایلی به اعطای خودمختاری نداشت. SdP در ماه مه ۱۹۳۸ ۸۸٪ از آرا قومی آلمان را به دست آورد.
با وجود تنش زیاد بین آلمان‌ها و دولت چکسلواکی، در ۱۵ سپتامبر ۱۹۳۸، مخفیانه پیشنهاد شد ۶۰۰۰ کیلومتر مربع (۲۳۰۰ مایل مربع) چکسلواکی را به آلمان داده شود، در ازای توافق آلمان برای پذیرش ۱٫۵ تا ۲٫۰ میلیون آلمان سودتی، که چکسلواکی آن را اخراج خواهد کرد. هیتلر پاسخ نداد.

### بحران سودتن
همان‌طور که مماشات قبلی هیتلر نشان داده بود، فرانسه و انگلیس قصد داشتند از جنگ جلوگیری کنند. دولت فرانسه نمی‌خواست به تنهایی با آلمان روبرو شود و رهبری خود را از دولت محافظه کار انگلیس، نخست‌وزیر، نویل چمبرلین گرفت. وی شکایات سودنتن آلمان را موجه می‌دانست و معتقد بود که مقاصد هیتلر محدود است؛ بنابراین انگلیس و فرانسه هر دو به چکسلواکی توصیه کردند که به خواسته‌های آلمان توجه كند. بنس مقاومت کرد و در ۱۹ مه، در پاسخ به حمله احتمالی آلمان، یک بسیج جزئی را آغاز کرد.
در ۲۰ ماه مه، هیتلر پیش نویس طرح حمله به چکسلواکی را با نام رمز عملیات سبز به ژنرال‌های خود ارائه داد. وی اصرار داشت که بدون «تحریک»، «یک فرصت ویژه مناسب» یا «توجیه سیاسی کافی» چکسلواکی را «نظامی» نمی‌کند. در ۲۸ مه، هیتلر جلسه ای از روسای خدمات خود را فراخواند، دستور تسریع در ساخت زيردرياييها را داد و ساخت دو ناو جنگی خود، بیسمارک و تیرپیتز، را به بهار ۱۹۴۰ جلو برد. وی خواستار تسريع افزایش قدرت آتش کشتی‌های جنگی رزم ناو شارنهورست  و نبردناو گنایزناو Gneisenau  شد. هیتلر با درک اینکه این هنوز برای یک جنگ دریایی گسترده با انگلیس ناکافی است، امیدوار بود که این یک بازدارندگی کافی باشد. ده روز بعد، هیتلر بخشنامه ای مخفی برای جنگ علیه چکسلواکی امضا کرد که باید حداکثر در تاریخ ۱ اکتبر آغاز شود.

## کنفرانس مونیخ

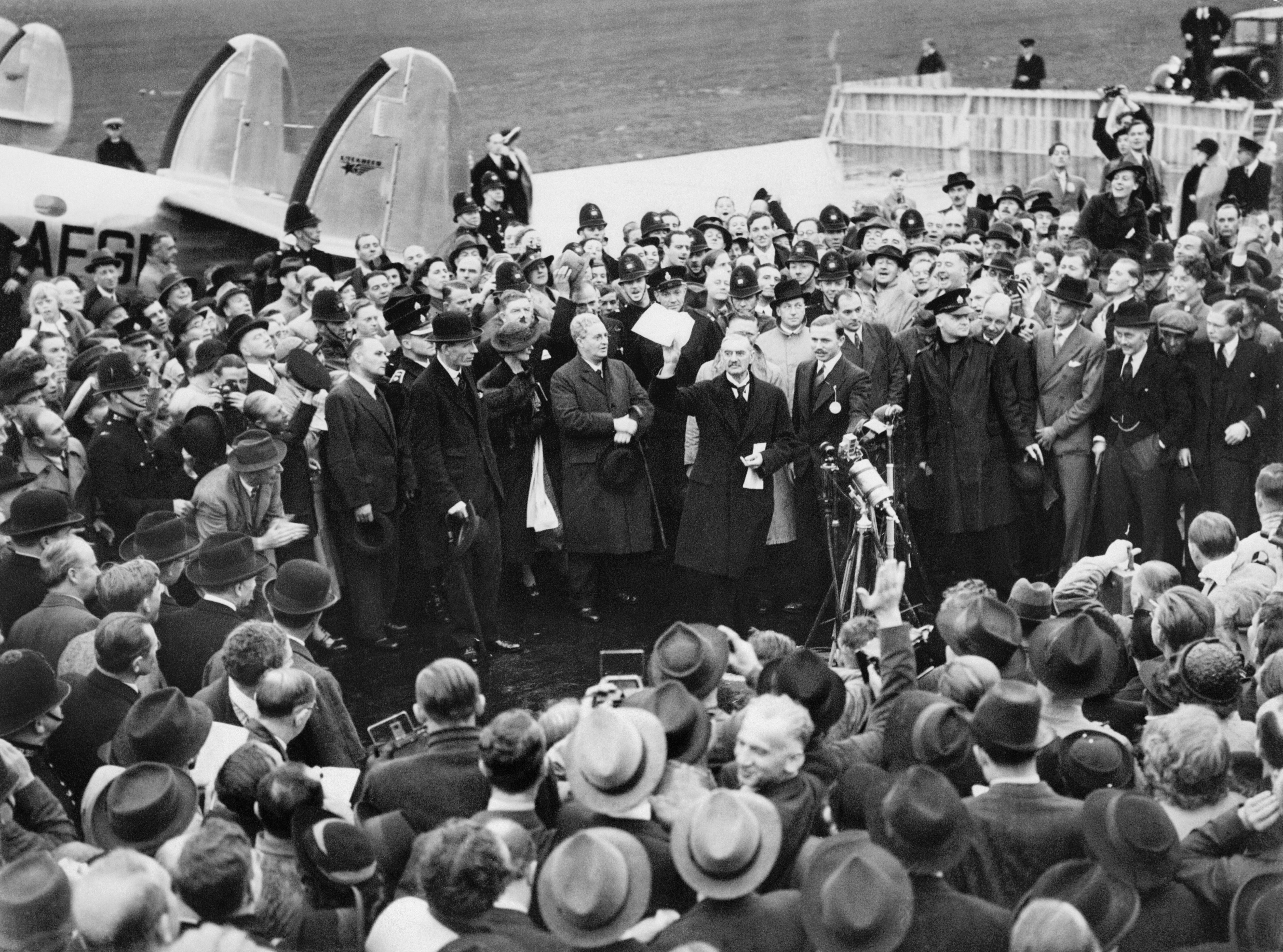
توافق مونیخ

موسولینی برای حل بحران چکسلواکی پیشنهاد کرد کنفرانسی متشکل از قدرت‌های اروپایی بریتانیا، فرانسه، ایتالیا و آلمان نازی برای رسیدگی به این مسئله تشکیل شود. در ۲۹ و ۳۰ سپتامبر ۱۹۳۸ این کنفرانس بدون حضور نماینده‌ای از شوروی یا چکسلواکی در مونیخ تشکیل شد و سودت را به آلمان بخشید. نویل چمبرلین پس از امضای توافق‌نامه مونیخ گفت: «امروز ما صلح را برای زمانه‌مان را تحقق بخشیدیم.»
الحاق سودت کافی نبود چرا که هیتلر الحاق کل چکسلواکی را در سر داشت که متحد بالقوه فرانسه بود و از نظر نظامی و اقتصادی نیز قوی بود.

## واکنش‌ها
اگرچه انگلیسی‌ها و فرانسوی‌ها راضی بودند، اما یک دیپلمات انگلیسی در برلین ادعا کرد که یکی از اعضای هیئت همراه هیتلر به او اطلاع داده‌است که بلافاصله پس از ملاقات با چمبرلین، هیتلر با عصبانیت گفته بود: «آقایان، این اولین کنفرانس بین‌المللی من بوده‌است و می‌توانم اطمینان دهم که آخرینم خواهد بود.»  به مناسبت دیگری، شنیده شده بود که او دربارهٔ چمبرلین گفت: «اگر هرگز آن پیرمرد احمق دوباره با چترش در اینجا دخالت کند، من او را به طبقه پایین لگد می‌زنم و جلوی عکاسان روی شکمش می پردم.»  هیتلر در یکی از سخنرانی‌های عمومی خود پس از مونیخ اعلام کرد: «خدا را شکر که هیچ سیاستمدار چتری در این کشور نداریم». 

## پیامدها
در پی امضای این قرارداد، چکسلواکی که از لحاظ نظامی هم پیمان فرانسه و بریتانیا بود از سوی این کشورها تحت فشار قرار گرفت تا تسلیم فشار هیتلر شده و نواحی سودت را به آلمان تسلیم کند
، در مقابل هیتلر ضمانت داد که هیچ خواسته ارضی دیگری نداشته باشد. قرارداد را در ظاهر موسولینی برای ایجاد صلح پیشنهاد کرده بود، اما اسناد و مدارک نشان می‌دهد که مفاد قرارداد را آلمانی‌ها قبلاً مشخص کرده و به موسولینی منتقل کرده بودند.
نخست‌وزیر بریتانیا نویل چمبرلین امید داشت که سیاست تسلیم و مسالمت جویی در برابر هیتلر جواب داده و از شروع جنگی دوباره در اروپا جلوگیری شود. فرانسه نیز به خاطر ضعف اقتصادی و نظامی مایل به درگیری با آلمان بر سر منافع متحدانش نبود و به گونه‌ای چکسلواکی را در برابر آلمان تنها گذاشت. سیاست‌های فرانسه و دیگر کشورهای غربی در برابر چکسلواکی و بعدها لهستان بعداً مایه انتقاد مردم این کشورها شد که عموماً از این اتفاقات به عنوان خیانت غرب نام می‌برند.
در ۱۰ اکتبر ۱۹۳۸، ارتش آلمان وارد چکسلواکی شده و نواحی سودت را اشغال کرد. در پی این اقدام، کشورهای لهستان و مجارستان به تشویق هیتلر نیز بخش‌های دیگری از چکسلواکی را تسخیر کردند. پس از مدتی، آلمان به نواحی سودت اکتفا نکرده و ابتدا تمام جمهوری چک و سپس اسلواکی را تحت اداره دولت‌های دست نشانده آلمان درآورد و به این ترتیب. اقدامات زیاده طلبانه هیتلر باعث بی آبرویی سیاست بریتانیا و نخست‌وزیر چمبرلین شد. اشغال نواحی سودت، چکسلواکی را از استحکامات نظامی کوهستانی اش در این نواحی محروم کرد و باعث شد نتواند بعدها در برابر آلمان مقاومتی از خود نشان دهد. چکسلواکی ۷۰٪ از تولید آهن و فولاد، ۷۰٪ از تولید برق و ۳٫۵ میلیون نفر از جمعیتش را در پی این قرارداد از دست داد.
از سوی دیگر تسخیر چکسلواکی، بانک‌ها، معادن و صنایع حساس این کشور از جمله کارخانجات اسلحه سازی گروه صنعتی اسکودا را در اختیار آلمان قرارداد و باعث دشوارتر شدن مقابله بریتانیا و فرانسه با آلمان شد.